# پایگاه نیروی هوایی ماکسول
پایگاه نیروی هوایی ماکسول (به انگلیسی: Maxwell Air Force Base) یک فرودگاه است. این فرودگاه در شهر مونتگمری کشور ایالات متحده آمریکا قرار دارد. مرکز دانشگاه هوایی و ستاد گشت هوایی غیرنظامی در این پایگاه مستقر می‌باشند.